# Ananta
Ananta (dewanagari अनन्‍त – dosłownie Nieskończony) – w mitologii indyjskiej tysiącgłowy wąż, na którym spoczywa uśpiony Wisznu. Jest symbolem nieskończoności oraz władcą Patali.